# Толкаліна Любов Миколаївна
Любов Миколаївна Толкаліна (рос. Любовь Николаевна Толкалина; нар. 5 лютого 1978) — російська актриса театру і кіно.
  
Фігурант бази даних центру «Миротворець», як особа, яка незаконно відвідувала окупований Росією Крим, свідомо порушуючи державний кордон України; провадження незаконної комерційної діяльності в Криму (придбання нерухомості, кінозйомки («Феодосійська казка»), гастролі).

## Життєпис
З дитинства займалася спортом, працювала в Театрі на воді для дітей, майстер спорту з синхронного плавання.
У 1999 році закінчила театральний факультет ВДІКу (майстерня Олексія Баталова).
У 1999—2003 роках — актриса Театру Російської Армії.
Модель та «дівчина місяця» в квітневому номері журнала «Playboy» 2001 році.
У 2003—2007 роках — актриса Театру «Імперія зірок».
В кіно і серіалах зіграла майже 100 ролей, у тому числі в українських стрічках: «Ігри дорослих дівчаток» (2004, Алька), «Торгаші» (2004, Міла Петрова), «Давай пограємо!» (2007, Лєра Ізотова), «Чорна сукня» (2008, Наталія Миколаївна Левіна), «Особисте життя слідчого Савельєва» (2012, Росія—Україна, Таїсія Сергіївна Белікова).
В 2010 році брала участь у телевізійному проєкті «Першого каналу» «Лід та полум'я».
В 2015 році брала участь у телевізійному проєкті «Росія-1» «Танці з зірками».
З 2016 року художній керівник, продюсер, акторка, режисер та ідеолог театру «Собор».

### Особисте життя
Ще у 18-річному віці, навчаючись у ВДІКу, Любов Толкаліна познайомилась з Єгором Кончаловським. Вони прожили у цивільному шлюбі двадцять років. 2001 року у Толкаліної і Кончаловського народилася дочка Марія. Наприкінці 2016 року стало відомо, що подружжя вирішило розлучитися. У липні 2020 року стало відомо, що у акторки є квартира в Москві та Гаспрі на території санаторія.

## Творчість

### У театрі
- 1999 — «Іванов» А. Чехова — Сара;
- 1999 — «Ханума» А. Цагарелі — Кабато;
- 2000 — «Отелло» В. Шекспіра — Дездемона
- 2003 — «Оскар» К. Моне — Жаклін
- 2003 — «Майстер та Маргарита» М. Булгакова — Маргарита
- 2007 — «Чао» М.-Ж. Соважон — Мінушон
- 2007 — «Дощ» О. Володін — Ірина
- 2010 — «Прокинь в собі мадам» Р. Шарт — Катрін
- 2010 — «Жінка над нами» О. Слаповський — Ольга Євгенівна
- 2012 — «Любов в двох діях» — Вона
- 2012 — «Буря в стакані води» Е. Скріб — Королева Ганна
- 2015 — «Нереальне шоу» Б. Вербер — Саманта
- 2018 — «Остання російська цариця» — Євдокія Лопухіна
- 2019 — «Таємниці королівськой кухні» А. Ніколаі — Гертруда
- 2019 — «Снігова Королева» Г. Андерсен — Снігова Королева
- 2020 — «Чайка» А. Чехова — Ірина Миколаївна Аркадіна

### Фільмографія
- «Полуничка» (1996, телесеріал; Люба)
- «Затворник» (1999, Ірина, подруга Ганни Скороходової, реж. Є. Кончаловський)
- «Василиса» (2000, графиня)
- «Вітрина» (2000, Емма)
- «Марш Турецького» (1 сезон, 2000, Тетяна)
- «Лінія захисту» (2001, телесеріал; Катерина Тропініна)
- «Антикілер» (2002, Люба; реж. Є. Кончаловський)
- «Світські хроніки» (2002, Вікторія)
- «Антикілер 2: Антитерор» (2003, Люба Томіліна; реж. Є. Кончаловський)
- «Євлампія Романова. Слідство веде дилетант» (2003, Віра Зайцева)
- «Россійські ліки» (2004, телесеріал, Віра)
- «Слухач» (2004, Марина, дочка Антона Андрійовича Федуова)
- «Ігри дорослих дівчаток» (2004, Україна; Алька; реж. С. Лялін)
- «Я люблю тебе» (2004, Віра Кірілова)
- «Гріхи батьків» (2004, телесеріал; Ніна Невелова)
- «Торгаші» (2004, телесеріал, Україна; Міла Петрова; реж. Т. Магар)
- «Близнюки» (2004, телесеріал, Натела Проскуріна)
- «Талісман любові» (2005, телесеріал; Ольга Уварова)
- «Матрьошки» (2005, телесеріал, Бельгія—Литва—Таїланд; Ольга)
- «Оскар» (2005, фільм-спектакль; Жаклін)
- «Втеча» (2005, Тетяна Пахомова; реж. Є. Кончаловський)
- «Московська історія» (2006, телесеріал; Анна)
- «Повернення блудного тата» (2006, Світлана)
- «Мій генерал» (2006, телесеріал; Марина Євгенівна Красовська)
- «Артисти» (2007, Маша)
- «Поцілунки пропащих янголів» (2007, Марина, дружина Романа)
- «Застава» (2005, телесеріал; Катя)
- «Кавказ» (2007, Азербайджан—Росія; Софія)
- «Консерви» (2007, Ольга Сергіївна, дружина Ігоря Давидова)
- «В очікуванні дива» (2007, представниця „KK Sports“)
- «Давай пограємо!» (2007, Лєра Ізотова; реж. О. Ітигілов-мол.)
- «Відчиняйте, Дід Мороз!» (2007, Женя)
- «Чорна сукня» (2008, Росія—Україна; Наталія Миколаївна Левіна)
- «Одного разу в провінції» (2008, Лена)
- «Фотограф» (2008, телесеріал; співачка Аліса (Олександра Осипова))
- «Золотий ключик» (2008, Катя)
- «Дорога, що веде до щастя» (2008, Жанна)
- «Одного разу в провінції» (2008, Олена Сергіївна)
- «Бережи мене, дощу» (2008, Маріанна Стеклова)
- «Шалений янгол» (2008, телесеріал; Валентина Муромцева)
- «9 травня. Особисте ставлення» (2008, новела «Свято зі сльозами на очах»; онука Ганни Михайлівни)
- «Заборонена реальність» (2009, Поліна)
- «Дівич-вечір» (2009, телесеріал; Віка Завадська)
- «Серце капітана Немова» (2009, телесеріал; Тетяна Мулявіна)
- «Наречена за будь-яку ціну» (2009, Миронова)
- «Дільнична» (2009, телесеріал; Ліля)
- «Столиця гріха» (2010, мадам Анна)
- «Все заради тебе» (2010, телесеріал; Анфіса Гордєєва, журналістка)
- «Шляховики 2» (2010, телесеріал; «Бджола», аферистка)
- «У кожного своя війна» (2010, Олена Олександрівна)
- «Варення з сакури» (2010, Євдокія, банкірша)
- «Хроніки зради» (2010, Анна, дизайнер; реж. С. Крутін)
- «Далі Любов» (2010, телесеріал; Ельза Сорокина)
- «Ви замовляли вбивство» (2010, телесеріал; Любов Олександрівна Стрешнева, журналістка)
- «Компенсація» (2010, Ольга Мальцева; реж. В. Сторожева)
- «Люблю 9 бернезня!» (2010, Світлана)
- «Ведмежа шкура» (2010, Білорусь—Росія; Олена)
- «Спроба Віри» (2010, телесеріал; пацієнтка Віри)
- «Москва, я люблю тебе!» (кіноальманах, новела «У центрі ДУМу біля фонтану») (2010, жінка з дитиною)
- «Поцілунок долі» (2011, Віра)
- «Час для двох» (2011, телесеріал; Олена Касьянова)
- «Серце моє — Астана» (2011, кіноальманах, Казахстан; «Заповіт», новела № 7)
- «Особисте життя слідчого Савельєва» (2012, телесеріал, Росія—Україна; Таїсія Сергіївна Белікова)
- «Жуков» (2012, телесеріал; Лідія Захарова)
- «Свято під замком» (2012, Іраїда Капизнач)
- «Велика ржака» (2012, стюардеса)
- «Твій світ» (2012, Галина)
- «Час любити» (2012, Жанна)
- «Все просто» (2012, Світлана)
- «Як вийти заміж за мільйонера» (2012, Поліна Геллер)
- «Поки ніч не розлучить» (2012, відвідувачка ресторану; реж. Б. Хлєбніков)
- «Якщо любиш — прости» (2013, Юлія Борисівна Гуляєва)
- «Як вийти заміж за мільйонера 2» (2013, Поліна Геллер)
- «Знайти чоловіка в великому місті» (2013, телесеріал; Маша)
- «Тамарка» (2013, Алла Михайлівна)
- «Як підняти мільйон. Сповідь Z@drota» (2014, головний редактор)
- «Любить — не любить» (2014, Анна)
- «Сильніше долі» (2014, Вікторія Анатоліївна Лобова)
- «Справа Батагамі» (2014, телесеріал; Катерина Андріївна Назарова, підполковник)
- «Анжеліка» (2014, телесеріал; Інна Володимирівна, мама Лики і Діани)
- «Ієрей-Сан: сповідь самурая» (2015, Анна Яхонтова)
- «Сводні долі» (2015, телесеріал; Надія)
- «Клініка усиновлення» (2016, телесеріал; Тетяна Сухова)
- «Урок малювання для дорослих» (2016, короткометражний, Віра)
- «Чужа дочка» (2017, телесеріал; Аліса)
- «Портрет другої дружини» (2017, Юлія)
- «Дівчата не здаються» (2017, телесеріал; Ксенія Михайловська)
- «Час жити, час помирати» (2017, короткометражний; Толкаліна)
- «Секретарка» (2017, телесеріал; Антоніна Тихонова)
- «Останній мент 3» (2017, телесеріал; Катерина Малиновська)
- «Переплутання» (2018, телесеріал; Ольга Морозова)
- «Легенди Петербурга. Ключ часу» (2019, Ірєна, наставниця в дитячому будинку, Інгрід, відьма)
- «Пізній строк» (2019, телесеріал; Валерія Андріївна Соколова)
- «Феодосійська казка» (2019, Краса, чарівниця)
- «Дуже жіночі історії» (2020, Віра) та ін.